# Volker Beck (atleta)
Volker Beck (Nordhausen, 30 giugno 1956) è un ex ostacolista e velocista tedesco, campione olimpico dei 400 metri ostacoli ai Giochi di Mosca 1980.

## Palmarès
| Anno | Manifestazione  | Sede  | Evento   | Risultato | Prestazione | Note |
| ---- | --------------- | ----- | -------- | --------- | ----------- | ---- |
| 1980 | Giochi olimpici | Mosca | 400 m hs | Oro       | 48"70       |      |
| 1980 | Giochi olimpici | Mosca | 4×400 m  | Argento   | 3'01"3      |      |

## Altre competizioni internazionali
1977
- Coppa Europa di atletica leggera ( Helsinki)
- Argento in Coppa del mondo ( Düsseldorf), 400 m piani - 45"50
- Argento in Coppa del mondo ( Düsseldorf), 400 m hs - 48"83

1979
- Coppa Europa di atletica leggera ( Torino)

1981
- Coppa Europa di atletica leggera ( Zagabria)
- Argento in Coppa del mondo ( Roma), 400 m hs - 49"16